# Labidus coecus
Labidus coecus, conhecida também como formiga de correição ou formiga legionária, é uma espécie de formiga do exército da família Formicidae encontrada na América Central e do Sul. Esse nome se dá pelo fato delas não se fixarem num local, pelo hábito de não construir ninhos, vivem em constante deslocamento pelo solo. A espécie já foi testemunhada predando tartarugas Podocnemis.